# 阿瓦利河
阿瓦利河（阿拉伯语：‎） 是一条流经黎巴嫩南部的河流。 該河全長48（30英里），发源于海拔1,492米的巴鲁克山。最終阿瓦利河流入地中海。阿瓦利河有两条支流。

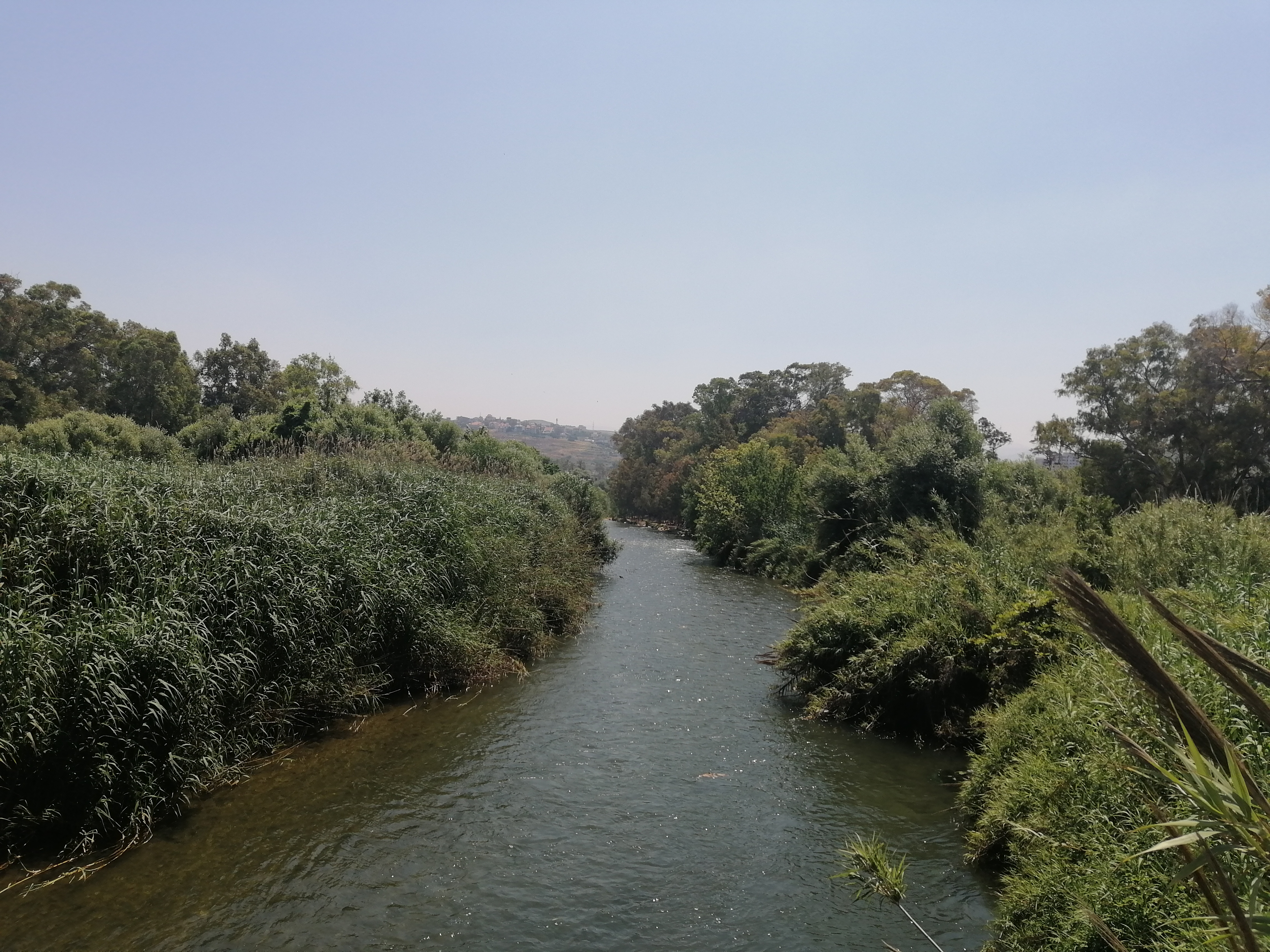
阿瓦利河